# Portanova (Osijek)
Portanova je najveći trgovački centar u istočnom dijelu Hrvatske smješten na zapadnom ulazu u grad Osijek. Prema međunarodnim standardima trgovačkih centara sa svojom ukupnom veličinom od 79.020 m² od kojih je 40.240 m² iznajmljive površine svrstan je u regionalni trgovački centar te je kao takav namijenjen kupcima i posjetiteljima iz istočne Hrvatske, ali i šireg gravitacijskog područja i susjednih zemalja: Mađarske, Bosne i Hercegovine te Srbije.

## Povijest
Ideja o građenju je započela 2007. godine, a samo građenje je počelo nakon prikupljanja svih dozvola 15. svibnja 2009. godine.
Glavni i jedini investitor u trgovački centar Portanova je tvrtka Amplitudo d.o.o. Na projektu je sudjelovao razvojni tim koji se sastojao od tvrtki CB Richard Ellis, Mace, Chapman Taylor Architetti te Gradnja iz Osijeka. Trgovački centar Portanova je otvorio svoja vrata za javnost 24. ožujka 2011. i u to vrijeme je bio na 6. mjestu trgovačkih centara po veličini u Hrvatskoj.
Ime Portanova ili nova vrata je centar dobio zbog smještaja na zapadnom ulazu u grad Osijek.
Ukupna bruto površina iznosi 79.020 m² dok je bruto iznajmljiva površina 40.240 m². Tri razine čine maloprodajnu površinu centra i to su prizemlje i 1. kat te zabavni dio na 2. katu. Ukupno 1617 besplatnih parking mjesta je smješteno na tri razine centra, a to su garažni parking, prizemni ispred centra i krovni parking.

## Arhitektura
Građevina uzdužnog oblika podignuta na površini od 20.000 m² s promjenjivom visinom od 15 do 22 metara s jedne strane na drugu uključujući podzemnu garažu, prizemlje, prvi i drugi kat. Izgrađena je uglavnom od čelika i betona obložena tamno smeđim betonskim pločama u kombinaciji s metalnim oblogama u boji bakra te bijelim cementnim zidovima.
Osnovna ideja je bila projektirati građevinu koja se uklapa u urbanu okolinu svojim oblikom, ali ujedno s uočljivim utjecajem dizajniranim na minimalističkim i modernim arhitektonskim principima.
Građevina ima oblik ogromnog kamena postavljenog na zemlju. Glavni ulazi u centar se nalaze na mjestima gdje se čini da je kamen odlomljen prilikom pada na zemlju. Ta dva mjesta koja ostavljaju dojam rezova u kamenu odvajaju građevinu na tri dijela koje povezuju šetnice kao glavne jezgre unutar trgovačkog centra.

### Unutrašnjost centra
Svaki lokal unutar centra ima visoku frontu proporcionalne širine samog prostora unutar lokala. Zahvaljujući uzdužnom obliku građevine svaka trgovina je okrenuta glavnoj šetnici, lako uočljiva i dostupna.

## Trgovine
Uz raznoliki splet trgovina izdvajaju se zakupci sidraši u koje se ubrajaju hipermarket Interspar, H&M, Müller, Zara, C&A, New Yorker te Cinestar multipleks kino koje ujedno popunjuje zabavni dio smješten na drugom katu centra uz kuglanu, casino i gastronomsku ponudu.

## Lokacija
Od središta grada do Portanove vozi autobusna linija u redovnim vremenskim razmacima. Pristupne ceste omogućavaju povezanost automobilima s južnom obilaznicom i petominutnu vožnju od centra grada Osijeka do Portanove.

## Prometna povezanost
1. Manje od 1 km do tramvajske stanice
2. Manje od 20 km do zračne luke u Osijeku
3. 280 km do glavnog grada Zagreba
4. 25 km do grada Valpova
5. 28 km do grada Belišća
6. 32 km do grada Beli Manastir
7. 36 km do grada Đakova
8. 40 km do grada Vinkovci
9. 47 km do grada Vukovara
10. 51 km do grada Našice
11. 340 km do Budimpešte, Mađarska
12. 180 km do Beograda, Srbija
13. 250 km do Sarajeva, Bosna i Hercegovina

## Vanjske poveznice
- Portanova web stranica Portanovina službena stranica
- Cinestar Osijek  Arhivirana inačica izvorne stranice od 24. listopada 2011. (Wayback Machine)